# Alter ego
Alter ego (альтер еґо, лат. «друге я» або в букв. сен. «другий я») — друга сутність людини, друга особистість або особа всередині людини.
Термін інколи використовується в літературі та інших творчих роботах в описах персонажів, психологічно схожих між собою чи з автором. Наприклад, персонаж кількох фільмів Антуан Дуанель — альтер-его його творця, режисера і сценариста Франсуа Трюффо.
Вислів alter ego став поширеним завдяки звичаю, прийнятому в деяких державах Європи в минулому: коли король передавав усю свою владу якому-небудь наміснику, він нагороджував його званням «королівського другого я» — «альтер его реґіс».
Вважається, що ця традиція виникла на Сицилії. Однак, першим, хто вимовив ці слова, був грецький філософ Зенон із Кітіона, який жив у III-IV століттях до н. е.